# Kaleido Knight
Kaleido Knight（カレイドナイト）は、日本の4人組男性ダンスボーカルグループ。グループ名は色とりどりの騎士、つまりグループを形作る個性豊かなメンバーのことを意味する。

## メンバー
Jay-P（）西村隼平
- 12月23日生まれ、静岡出身。血液型はA型。身長170cm。
- ワイルドな風貌にギャップのスマイル。リーダー。
- 特技はダンス、ラップ、バスケットボール、水泳。
- 趣味は野球、ボイスパーカッション。
- 温泉ソムリエ★★(アンバサダー)、カッパの捕獲許可証、中学社会教員免許、高校公民教員免許の資格を取得している。

HRK（）大堀治樹
- 2月2日生まれ、大阪生まれ神戸育ち。血液型はO型。身長170cm。
- 元関西ジャニーズJr.
- 関西弁の突っ込みが得意な西の王子。
- 特技はダンス、振付、ダイビング。
- 趣味は釣り、ダイビング、サーフィン、漫画を読むこと。帽子を集めること。
- ダイビングのライセンスを取得している。
- Kaleido Knightのほぼすべての楽曲の振付、ステージングを担当。

TaKuRo（）
- 5月1日生まれ、埼玉出身。血液型はO型。身長172cm。
- 八重歯が可愛い末っ子キャラ。
- 特技はリフティング。
- 趣味はピアノ、エレクトーン、スケボー。犬と寝たり、戯れたりすること。
- 日本2位の柴犬を含め合計5匹を飼っている。
- 主に楽曲制作に率先して携わっている。

草摩・O・そうすけ（）
- 12月15日生まれ、東京出身。血液型はO型。身長180cm。
- イケメン馬主。
- 特技は小指を直角90度にすること。
- 趣味は水を飲むこと、サウナ、サイクリング。
- 妄想歴20年。
- 水を飲むこと、サウナ、サイクリング。
- 東京のこの日常生活でゾンビと戦うときはどうすればいいのか、またどんなゾンビが現れ、進化していくのかを寝る前に妄想している。

## 略歴
2012年
- 08.09  JOLで初めてのライブ
- 08.24  KaleidoKnightデビューライブ＠渋谷スターラウンジ「Kaleido Night vol.1」
- 10.05  文化放送サテライトプラスにてライブ
- 10.26,29  ニッポン放送主催日東日本大震災復興支援チャリティライブ
- 11.03  清泉女子大学学園祭出演
- 12.08  ニッポン放送イベント出演
- 12.20  ラブソングクリスマス～何で平日にイベント入れるんだよ～開催

2013年
- 01.05  新春イベント＆福袋お渡し会
- 01.23  1stSg「On the dance floor」発売
- 02.14  ラブソングバレンタイン～何でまた平日にイベント入れた～開催
- 06.07  山手線一周ライブ開催[1]
- 06.12  2ndシングル「Hey Girl」発売
- 06.13  1stワンマンライブKaleido Night vol.2
- 06.14  腹筋会＠タワーレコード渋谷店[2]
- 10.30  発売「別冊CD&DLでーた BOYS ON STAGE」(MAGAZINE)
- 11.29  24時間ツイキャス放送[3]
- 12.04  3rdシングル「PARTY RIGHT THAT」発売
- 12.07  2ndワンマンライブ「Kaleido Night vol.3」開催[4]

2014年
- 02.14　ミュージックドラゴン　ドラゴンズアイ出演
- 02.23  プリクラ会開催
- 03.14  ライブDVD「Kaleido Night vol.3」発売
- 03.18  4thシングル「GiMME」発売
- 03.22  3rdワンマンライブ「Kaleido Night vol.4」開催
- 04.25　ニッポン放送　Café Dejyuneゲスト出演
- 05.17　渋谷BOYS SHOW CASE!!!
- 05.26　NEXT MOVEMENT
- 05.31　AH YEAH OH YEAH 2014
- 08.27  5th single「Time」発売&リリースイベント開催
- 08.30  4thワンマンライブ「Kaleido Night vol.5」開催
- 12.10　6th single「ありがとうと思わせてくれてありがとう」（TBS系「スーパーサッカー」12月・1月エンディングテーマ）発売
- 12.23  5thワンマンライブ六本木ブルーシアター「Kaleido Night vol.6〜AOA〜」> [5]

2015年
- 02.01 & 02.08 & 02.09　東急ハンズ「東きゅんハンズ」壁ドン企画参加
- 02.22　渋谷青春祭＠山野ホール出演
- 03.02　FabFes.SPRING@AiiAシアター出演
- 03.03　3日前のこんなタイミングでテレビ収録のために急遽組んだイベントに協力してくれたネバギブ、そして会場に集まってくれる人、柏PALOOZAの皆さんAOA～枯れない心でNever give up～
- 03.13　「It’s Alright」発売記念名阪ツアー顎クイ会&キャンペーン
- 03.18　テレビ朝日「紅リサーチ」OA
- 04.01　7th Single「It’s Alright」リリース
- 04.10　テレビ東京「音流」OA
- 04.13　シャッフルコラボで大阪に行かないなんていいわけないでしょ＠ESAKA MUSE出演
- 04.19　東京タワーTV「Club333」ライブ
- 05.01　TaKuRo生誕祭＠東京カルチャーカルチャー
- 05.06　TBS「あさチャン」OA
- 05.02　Tattonプロジェクト参加①
- 06.24　テレビ朝日「なぜ？そこ？」OA
- 07.03〜07.06　「Change the world」発売記念名阪ツアー壁ドン会＆キャンペーン
- 07.07　FabFes.SUMMER@渋谷公会堂出演
- 07.11　Tattonプロジェクト参加②
- 07.12　YOKOHAMA DANCE FESTIVAL出演
- 07.17　FabBaby＠Glad出演
- 07.21　OTODAMA SEA STUDIO〜音霊〜＠由比ヶ浜出演
- 07.24　Kaleido Knight×iTSCOM主催「Fanfare」〜supported by JUNON〜＠iTSCOM STUDIO HALL出演
- 08.03　シブパ！！＠duo music exchange出演
- 08.05　8th Single「Change the world」リリース
- 08.09　Kaleido Night vol.7〜来たで!大阪!!初ワンマン!!!＠ABENO ROCK TOWN開催
- 08.13　豊洲UGOKASライブ出演
- 08.23　Kaleido Night vol.8〜カレナイ夏期講習カレナイも3年生〜＠新宿BLAZE開催
- 12.24　L☆EVE〜KK NON STOP MEGA MIX〜

2016年
- 03.05　9th Last Single「By Your SIde」リリース
- 03.18　Kaleido Knight Last Live Tour Happiness〜次会う日まで〜@ESAKA MUSE
- 03.21　Kaleido Knight Last Live Tour Happiness〜次会う日まで〜@duo music exchange
- 03.26　Kaleido Knight Last Live Tour Happiness〜次会う日まで〜 After Party

## 作品

### シングル
| 順  | タイトル                             | 発売日         | 規格品番                                          |
| --- | ------------------------------------ | -------------- | ------------------------------------------------- |
| 1st | On the dance floor                   | 2013年01月23日 | XQJZ-1005/XQJZ-1006/XQJZ-1007/XQJZ-1008           |
| 2nd | Hey Girl                             | 2013年6月12日  | XQJZ-1009/XQJZ-1010/XQJZ-1011/XQJZ-1012/XQJZ-1013 |
| 3rd | PARTY RIGHT THAT                     | 2013年12月04日 | XQJZ-1015/XQJZ-1016/XQJZ-1017/XQJZ-1018/XQJZ-1019 |
| 4th | GiMME                                | 2014年3月18日  | XQJZ-1022/XQJZ-1023/XQJZ-1024/XQJZ-1025/XQJZ-1026 |
| 5th | Time                                 | 2014年8月27日  | XQJZ-1032/XQJZ-1033/XQJZ-1034/XQJZ-1035           |
| 6th | ありがとうと思わせてくれてありがとう | 2014年12月10日 | XQJZ-1041/XQJZ-1042/XQJZ-1043/XQJZ-1044           |
| 7th | It's Alright                         | 2015年4月1日   | XQJZ-1045/XQJZ-1046/XQJZ-1047/XQJZ-1048           |
| 8th | Change the world                     | 2015年8月5日   | XQJZ-1049 /XQJZ-1050 /XQJZ-1051 /XQJZ-1052        |
| 9th | By Your Side                         | 2016年3月5日   | BMEJ-0019/BMEJ-0020/BMEJ-0021/BMEJ-0022           |

### アルバム
| 順             | タイトル    | 発売日        | 規格品番            |
| -------------- | ----------- | ------------- | ------------------- |
| 1st mini album | GOLD,SILVER | 2014年6月18日 | XQJZ-1028/XQJZ-1029 |

### DVD
| 順 | タイトル            | 発売日        | 規格品番  |
| -- | ------------------- | ------------- | --------- |
| 1  | Kaleido Night vol.3 | 2014年3月14日 | TRNW-0054 |
| 2  | BRONZE              | 2014年6月18日 | XQJZ-1030 |
| 3  | Kaleido Night vol.8 | 2015年12月5日 | BMEJ-0012 |

### ブログ
- KaleidoKnight オフィシャルブログ - Powered by LINE - ウェイバックマシン（2015年11月9日アーカイブ分）

### Twitter
- Kaleido Knight (@kaleidoknight5) - X（旧Twitter）
- Jay-P (@BEST_JP) - X（旧Twitter）
- HRK (@harukitomoiimas) - X（旧Twitter）
- TaKuRo (@Takurou_N) - X（旧Twitter）
- 草摩・O・そうすけ (@SOSousuke) - X（旧Twitter）